# غوردون هودسون (لاعب كرة قدم)
غوردون هودسون (بالإنجليزية: Gordon Hodgson)‏ (13 أكتوبر 1952 في المملكة المتحدة - 1 أبريل 1999 في المملكة المتحدة) هو لاعب كرة قدم بريطاني في مركز الوسط. لعب مع أكسفورد يونايتد ونادي بيتربورو يونايتد ونيوكاسل يونايتد ونادي مانسفيلد تاون.

## وصلات خارجية
- غوردون هودسون على موقع قاعدة بيانات كرة القدم.إي يو (الإنجليزية)